# Ca Jové (Valls)
Ca Jové és una casa noucentista de Valls (Alt Camp) protegida com a Bé Cultural d'Interès Local.

## Descripció
Edifici en cantonada entre mitgeres. Té planta baixa i tres pisos. La façana principal, que dona a la plaça del Pati, presenta en la planta baixa tres obertures, de les quals, la de la dreta correspon a l'entrada de l'edifici. Una gran tribuna central de planta semioctogonal presideix la façana, ocupant l'espai central del segon i tercer pis. És l'element més important de l'edifici. Construït en pedra, amb cartel·les ornamentades i un esgrafiat molt interessant en la superfície inferior. Hi ha tres balcons al primer i un esgrafiat molt interessant en la superfície inferior. Hi ha tres balcons al primer pis i dos al segon i al tercer, a cada banda de la tribuna. L'edifici es corona amb una cornisa molt sobresortint, de doble motllura i una barana de balaustres amb florons.